# Битва при Аркадіополі

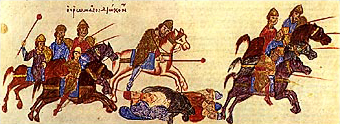
Битва при Аркадіополі

Битва при Аркадіополі — битва між військом Великого князя Київського Святослава і його союзників, які рухалися через дунайську Болгарію у Фракію, і візантійською армією під проводом Варда Скліра, під час грецько-болгарської кампанії 970—971 років.

## Передісторія
Відновивши в 969 році у контроль над Болгарією, Святослав у відповідь на пропозицію від нового візантійського імператора винагороди за набіг на Болгарію (відповідно до домовленості Святослава з попереднім імператором Никифором Фокою) збільшив свої вимоги, запитавши данину за залишення всіх захоплених міст і викуп за полонених. У разі недотримання цієї вимоги Святослав запропонував візантійцям відмовитися від їхніх володінь в Європі. У відповідь на нагадування про колишні договори Русі з Візантією і про сумну долю батька Святослава князя Ігоря руський князь повідомив про свій намір дійти до Константинополя. Зібравши військо, Святослав почав похід, війська Київської Русі стрімко наближалися до Царгороду, нехтуючи розвідкою і військовим плануванням.

## Перебіг битви і результат
По дорозі на Царгород розміщувалося місто Аркадіополь, біля нього військо Київської Русі натрапило на чисельно переважаюче Візантійське військо. Війська Київської Русі зробили фатальну помилку, не помітивши засади візантійців у тилу. Почалась запекла битва, у вирішальний момент битви візантійці несподівано атакували війська Київської Русі з тилу. Це призвело до сум'яття в рядах бійців Київської Русі, як результат вони програли битву і зазнали великих втрат.
Вирішальну роль у перемозі Візантії зіграла непомічена засада в тилу військ Київської Русі, а також добра підготовка і більша чисельність Візантійського війська. Не змогли врятувати ситуацію ні військовий хист князя Святослава, ні загартована в переможних боях військова дружина Київської Русі. Програна битва дуже підірвала військову міць Київської Русі бо загинуло багато найдосвідченіших дружинників, які мали цінний досвід воєн з  Візантією, Хазарією, Волзькою Булгарією, печенігами. Військо Київської Русі так і не змогло тоді оправитися від цієї поразки, що призвело до програшу у війні.